# Escolca
Escolca ist eine italienische Gemeinde (comune) in der Metropolitanstadt Cagliari auf Sardinien. Die Gemeinde selbst hat 539 Einwohner (Stand 31. Dezember 2023), liegt etwa 54 Kilometer nördlich von Cagliari und hat eine Exklave.

## Verkehr
Durch die Gemeinde führt die Strada Statale 128 Centrale Sarda von Monastir nach Oniferi.